# NGC 2899
NGC 2899 je planetna maglica u zviježđu Jedru.

## Vanjske poveznice
- SEDS: NGC 2899